# Gouka
Gouka è un arrondissement del Benin situato nella città di Bantè (dipartimento delle Colline) con 16.070 abitanti (dato 2006).